# Les Jeux de l'esprit
Les Jeux de l'esprit est un roman d'anticipation dystopique de l'écrivain français Pierre Boulle, publié en 1971.

## Résumé
Sur Terre, les savants, sous l'égide des Nobels poussent les politiciens du monde entier à la démission. Une fois arrivés au pouvoir, ils instaurent un Gouvernement scientifique mondial, avec pour principal objectif de pousser l'humanité à se consacrer à la recherche des vérités scientifiques, seules valables pour eux. 
Cet objectif ne peut s'effectuer que par étapes, résoudre d'abord les problèmes de la faim et de la maladie dans le monde, gommer les inégalités entre les différentes régions du monde, instaurer une paix durable et libérer du temps libre pour les hommes pour qu'ils puissent se consacrer à l'étude scientifique.
Rapidement, un nouveau mal envahit la population : une vague de dépression poussant les humains à se suicider par milliers.
Afin d'enrayer ce mal, les savants mettent au point de nouveaux jeux ultra-brutaux, diffusés dans tous les pays, destinés à rendre la passion aux foules.

## Rapprochement avec d'autres œuvres
L'idée de jeux meurtriers se retrouve dans d'autres œuvres de science-fiction.
Par exemple Running Man et Marche ou crève de Stephen King, Rollerball ou encore La Course à la mort de l'an 2000.
Facilement assimilables aux jeux du cirque de la Rome antique, ces jeux brutaux suggèrent que l'humanité ne peut se passer d'une certaine dose de violence. Juvénal, dans ses Satires, l'avait déjà affirmé : "Panem et circenses".

## Éditions
- J'ai lu no 458, 1971